# 阿部楽方
阿部 楽方（あべ がくほう、1928年 - 2023年11月）は、日本の魔方陣研究者。「方陣界の超人」と称されている。

## 来歴・人物
高校卒業後、家業の漆業の職人となる。高校時代に秋田市の古本屋で方陣の本に出会い、それ以降漆業の傍ら方陣の研究に邁進する。
2008年には「正方形分割224魔方陣」が東京国立科学博物館で開催された「数学 日本のパイオニアたち : 関孝和三百年祭記念」（真島秀行, 渡辺純成執筆・監修 ; 国立科学博物館展示課編集）において展示された。この展示の中で阿部楽方は唯一故人ではない。この世界最高峰の方陣はサイエンスナビゲーターの桜井進が解説している。
以下に桜井の解説をもとにした概要を記す。この方陣は正方形分割正方形の中に作成されている。この正方形分割正方形には21個の正方形が含まれておりそのいずれもが方陣をなしている上全体の正方形も方陣となっている。最小の方陣は4x4、最大は224x224である。ひとマスに入っている数は5桁である（最小方陣）。阿部楽方はこれを電子機器を使用せずに作成した。
また、魔方陣は「数学の芸術」と称されその第一人者として阿部楽方が紹介されている(桜井進「魅惑の数学の世界」東京都江戸東京博物館 )。

## 著作
1. 不思議な素数方陣　阿部楽方　数理科学 46(7) (通号 541) 2008.7 p.77～83
2. 完全へんげ偶方陣の一般的作法　阿部楽方数理科学 40(10) (通号 472) 2002.10 p.77～83
3. Unsolved problems on magic squares. Gakuho Abe.Discrete Mathematics 127 (1-3), 3-13, 1994
4. 数字の芸術--2種類の年月日の入った数陣　阿部楽方 数理科学 32(1) 1994.01 p.p40～44
5. 数理科学 32(1) サイエンス社, 1994-01
6. ウァーラー・ハミヒラの4方陣とアル・ブーニーの4方陣の関係について　阿部楽方　数学史研究 = Journal of history of mathematics, Japan / 日本数学史学会 編 (通号 131) 1991.12 p.p3～11
7. 「異なる大きさの方陣が集合した方陣」の数理　阿部楽方  数理科学 29(12) 1991.12 p.p64～68
8. 数理科学 29(12)サイエンス社, 1991-12
9. 数学史研究 = Journal of history of mathematics, Japan (131)日本数学史学会 編. 日本数学史学会, 1991-12
10. アル・ブーニーによる偶数次親子方陣の一般的作法　阿部楽方　数学史研究 = Journal of history of mathematics, Japan / 日本数学史学会 編 (通号 125) 1990.06 p.p27～36
11. SUT bulletin 4(5)(35)　東京理科大学, 1987-05
12. 巻頭言 和算――古くて新しい数学 / 道脇義正 / 1～1 (0004.jp2)和算の方陣 / 阿部楽方 / 2～5 (0005.jp2)和算と測量 / 田中充 / 6～8 (0007.jp2)和算と算額
13. 田中由真の8方陣(資料)　阿部楽方　数学史研究 = Journal of history of mathematics, Japan / 日本数学史学会 編 (通号 109) 1986.04 p.p27～28
14. ナーラーヤナ パンディタ(Narayana Pandita)の方陣　阿部楽方　数学史研究 = Journal of history of mathematics, Japan / 日本数学史学会 編 (通号 104) 1985.03 p.p32～44
15. 数学史研究 = Journal of history of mathematics, Japan (104)　日本数学史学会 編. 日本数学史学会, 1985-03
16. 方陣の研究平山諦, 阿部楽方 著. 大阪教育図書, 1983.8
17. 珠算春秋 31(1)(58)全国珠算教育連盟研修学教委員会 編. 全国珠算教育連盟, 1984-11 清一 / p130～133 (0070.jp2)楊輝算法の方陣について / 静岡 平山諦 ; 秋田 阿部楽方 ; 三重 戸谷清一 / p134～150 (0072.jp2)育英義塾(商業学校)珠算専科の研究
18. 格交換による対称方陣を主にした方陣の作法　阿部楽方　数学史研究 = Journal of history of mathematics, Japan / 日本数学史学会 編 (通号 92) 1982.03 p.p21～35
19. 数学史研究 = Journal of history of mathematics, Japan (92)　日本数学史学会 編. 日本数学史学会, 1982-05
20. 久留島義太の偶方陣の作り方　阿部楽方　数学史研究 = Journal of history of mathematics, Japan / 日本数学史学会 編 (通号 91) 1981.12 p.p12～20
21. 寺村周太郎と近年日本の方陣研究の歩み　阿部楽方　数学史研究 = Journal of history of mathematics, Japan / 日本数学史学会 編 (通号 86) 1980.07 p.p14～21
22. 「五方陣変数術」を主にして　阿部楽方　数学史研究 = Journal of history of mathematics, Japan / 日本数学史学会 編 (通号 83) 1979.12 p.p53～62
23. 数理科学 (別冊)サイエンス社, 1977-11 櫛田用二 / p34～38 (0019.jp2)3種類のすぐれた方陣--200年来の難問と解決 / 阿部楽方 / p39～41 (0021.jp2)Seimiya's Golden Magic Cube /
24. 数学史研究 = Journal of history of mathematics, Japan　阿部楽方　日本数学史学会 編. 日本数学史学会, 1962-
25. 珠算春秋　全国珠算教育連盟研修学教委員会 編. 全国珠算教育連盟, 1955-
26. 数学史研究 = Journal of history of mathematics, Japan (125)　日本数学史学会 編. 日本数学史学会, 1990-08 　1～26 (0002.jp2)<3673118>アル･ブーニーによる偶数次親子方陣の一般的作法 / 阿部楽方 / p27～36 (0015.jp2)<3673124>会津藩の算学者安藤有益とその著『再考長慶宣
27. 数学史研究 = Journal of history of mathematics, Japan (109)
28. 日本数学史学会 編. 日本数学史学会, 1986-06 徳の信念 / 平山諦 / p24～26 (0014.jp2)<3088381>田中由真の8方陣 / 阿部楽方 / p27～28 (0015.jp2)<3088418>林鶴一と三上義夫の円理の論戦 / 平山諦　p12～20 (0008.jp2)<2443263>格交換による対称方陣を主にした方陣の作法 / 阿部楽方 / p21～35 (0012.jp2)<2443261>落穂集 / 大矢真一 ; 清水達雄 /